# MSG (альбом Michael Schenker Group)
M.S.G. — второй альбом группы The Michael Schenker Group немецкого гитариста Майкла Шенкера, вышедший в 1981 году на лейбле Chrysalis Records.

## Об альбоме
Второй альбом Michael Schenker Group, названный M.S.G., был записан в 1981 году; к тому времени в группу входили, кроме самого Майкла Шенкера, вокалист Гэри Барден, бывший гитарист/клавишник UFO Пол Рэймонд, бывший басист Sensational Alex Harvey Band Крис Глен и барабанщик Кози Пауэлл, игравший со многими знаменитыми командами, включая Rainbow и Jeff Beck Group.
Менеджер группы Питер Менш предложил Джона "Матта" Ланга в качестве продюсера, но Майкл Шенкер не хотел звучать как AC/DC и выбрал Рона Невисона, ранее уже работавшего с Шенкером и группой UFO в конце 1970-х.
«Делая альбом, я был не в лучшем состоянии, морально, и я думаю, [продюсер] Рон Невисон тоже. В итоге мы отправились в студию Монсеррат, чтобы записаться, но мы слишком много времени провели, бездельничая, и в основном относились к этому как к празднику. Песни были очень хорошими, Гэри [Барден] и я написали их в [репетиционной студии] Джона Генри в Лондоне, когда мы были полностью готовы, но мы стали менее сосредоточенными в студии»
— Майкл Шенкер, Classic Rock
По мнению журнала Classic Rock альбом содержал помпезный хард-рок в композициях «Attack Of The Mad Axeman» и «Ready To Rock»; мелодичную изысканность в «On And On»; и в «Looking For Love», возможно, величайшее соло, которое когда-либо записывал Шенкер. И Барден — окончательный вокалист MSG — был на пике своей формы. Песня «Attack Of The Mad Axeman» стала фирменным треком гитариста. «Люди думали, что речь идет о серийном убийце», — говорит Шенкер. «Но Гэри сказал мне: „Это о тебе, Майкл!“».
Известный американский певец Стивен Стиллз из супергруппы Crosby, Stills & Nash, который в то время был в Лондоне, помог записать бэк-вокал, добавив глубины и фактуры звучанию альбома.
Проблемы, связанные с альбомом, записанным в Air Studios, Монтсеррат и Лондоне в течение шести месяцев и стоимостью более 250 000 фунтов стерлингов, вызвали волну изменений в составе группы. Впоследствии Шенкер сказал журналу Sounds: «Я больше никогда не буду работать с Роном Невисоном, даже если бы он был последним продюсером на земле». Несмотря на это заявление, Майкл много раз работал с Невисоном с тех пор, хотя двойной концертный альбом MSG 1982 года One Night At Budokan был спродюсирован группой самостоятельно.

## Релиз и критика
Альбом вышел в сентябре 1981 года и поднялся до 14-й позиции в UK Albums Chart, в котором провёл 8 недель.
В аннотации к альбому Малькольм Доум из журнала Kerrang! пишет: «MSG был полон жизненной силы, искры, мелодии и энергии. Такие песни, как ироничная „The Attack Of The Mad Axeman“, жалобная, гибкая „Let Sleeping Dogs Lie“ и качающая «But I Want More» доказали, что эта группа была даже больше, чем сумма ее отдельных компонентов. Шенкер играл как человек вдохновения, а остальные четверо более чем соответствовали случаю. Мало кто из лучших хард-роковых альбомов 1980-х превзошёл его».
Журнал Classic Rock, включивший MSG в свой список «100 лучших альбомов 1980-х», написал о нём: «Михаэль Шенкер блестяще дебютировал с собственной группой, а затем превзошёл дебют, выпустив этот выдающийся второй альбом. „Attack Of The Mad Axeman“ стал визитной карточкой странствующего гения, а его соло в „Looking For Love“ просто захватывают дух». Газета Record Mirror также не скупилась на комплименты: «Превосходный тяжёлый рок. Альбом, который стоит слушать громко».

## Список композиций
Слова и музыка всех песен — Майкл Шенкер и Гэри Барден, кроме отмеченных отдельно.
| №  | Название                   | Автор(ы)                                            | Длительность |
| -- | -------------------------- | --------------------------------------------------- | ------------ |
| 1. | «Ready to Rock»            |                                                     | 3:26         |
| 2. | «Attack of the Mad Axeman» |                                                     | 4:17         |
| 3. | «On and On»                |                                                     | 4:41         |
| 4. | «Let Sleeping Dogs Lie»    | Барден, Крис Глен, Кози Пауэлл, Пол Рэймонд, Шенкер | 5:21         |

| №                   | Название                 | Автор(ы)            | Длительность |
| ------------------- | ------------------------ | ------------------- | ------------ |
| 5.                  | «But I Want More»        |                     | 6:56         |
| 6.                  | «Never Trust a Stranger» | Рэймонд             | 4:24         |
| 7.                  | «Looking for Love»       |                     | 4:03         |
| 8.                  | «Secondary Motion»       |                     | 3:42         |
| Общая длительность: | Общая длительность:      | Общая длительность: | 36:47        |

| №                   | Название                                     | Автор(ы)                       | Длительность |
| ------------------- | -------------------------------------------- | ------------------------------ | ------------ |
| 9.                  | «Never Trust a Stranger (Rough Monitor Mix)» | Рэймонд                        | 4:33         |
| 10.                 | «Natural Thing»                              | Шенкер, Фил Могг, Пит Уэй      | 4:18         |
| 11.                 | «Feels Like a Good Thing»                    |                                | 3:53         |
| 12.                 | «Looking Out from Nowhere»                   |                                | 5:55         |
| 13.                 | «Shoot Shoot»                                | Шенкер, Могг, Энди Паркер, Уэй | 4:39         |
| 14.                 | «Doctor Doctor»                              | Шенкер, Могг                   | 5:31         |
| 15.                 | «Lights Out»                                 | Шенкер, Могг, Паркер, Уэй      | 5:09         |
| Общая длительность: | Общая длительность:                          | Общая длительность:            | 71:33        |

- Треки 10 — 15 записаны на концерте в Apollo Manchester[англ.] 30 сентября 1980 года

## Участники записи
Michael Schenker Group
- Майкл Шенкер – гитара
- Гэри Барден – ведущий вокал
- Крис Глен – бас-гитара
- Кози Пауэлл – ударные
- Пол Рэймонд – клавишные, ритм-гитара

Дополнительные музыканты
- Стивен Стиллз, Билли Николлс – бэк-вокал